# Карпов, Венедикт Григорьевич
Венедикт Григорьевич Карпов (26 марта 1927, Бащелакский район, Сибирский край — 15 июля 2019, Абакан) — советский, российский филолог, учёный-тюрколог, доктор филологических наук. Профессор кафедры хакасской филологии Хакасского государственного университета им. Н. Ф. Катанова. Заслуженный деятель науки Республики Хакасия. Лауреат Государственной премии Республики Хакасия имени Н. Ф. Катанова (2011).

## Биография
Родился 26 марта 1927 года в Кедровке (ныне — Чарышского района Алтайского края) в крестьянской старообрядческой семье, переселившейся с Алтая и осевшей в хакасском аале Чиланы. С детских лет стал разговаривать на хакасском языке. Закончив Абаканское педучилище, работал директором школы. В 1952 году окончил отделение хакасского языка Абаканского государственного педагогического института (одновременно преподавал хакасский язык студентам педучилища), в 1955 году — очную аспирантура при Институте языкознания АН СССР, в следующем году защитил кандидатскую диссертацию на тему «Изъявительное наклонение в хакасском языке». Вернувшись в Хакасию, работал в Хакасском научно-исследовательском институте языка, литературы и истории, но вскоре перешел на кафедру хакасского языка педагогического института.
С 1958 по 1976 годы — преподаватель, заведующий кафедрой, декан историко-филологического факультета, проректор, ректор Абаканского государственного педагогического института; с 1991 по 2000 годы — заведующий кафедрой Института усовершенствования учителей (ныне — Институт повышения квалификации и переподготовки работников образования, Республика Хакасия).
В 1995 году защитил докторскую диссертацию на тему «Система глагола в современном хакасском языке», с 1996 года — профессор кафедры хакасской филологии Хакасского государственного университета им. Н. Ф. Катанова. В своей работе он выделяет три направления: морфологию современного языка; сопоставительную фонетику и грамматику русского и хакасских языков; проблемы хакасской социолингвистики. Им исследованы и описаны все категории глагола в хакасском языке.
Автор многочисленных научных публикаций по хакасской филологии.

## Краткая библиография
- Изъявительное наклонение в хакасском языке: автореф. дисс. канд. филол. наук / Институт языкознания АН СССР. — М., 1955. ISBN 978-5-7810-1257-2
- Хакасский язык // Краткая литературная энциклопедия. — М.: Изд-во Советская энциклопедия, 1975. — Т. 8.
- Хакасский язык // Большая советская энциклопедия. — 3-е изд. — М.: «Советская энциклопедия», 1978. — Т. 28.
- Система глагола в современном хакасском языке (структурный и функционально-семантический аспекты): [научный доклад, представленный к защите на соискание ученой степени доктора филологических наук] / Институт языкознания РАН. — М., 1995. — 73 с.
- Хакасский язык // Государственные и титульные языки России: энциклопедический словарь-справочник / под общ. ред. В. П. Нерознака. — М.: Academia, 2002. — С. 400—413.
- Хакасский язык: проблемы и перспективы развития: монографический сборник научных статей. — Абакан: Изд-во ХГУ им. Н. Ф. Катанова, 2007. — 260 с. ISBN 978-5-7810-0477-5
- Прошлое, настоящее и будущее хакасского языка [монография]. — Абакан: Хакасское кн. изд-во, 2008. — 34 с.
- Я вспоминаю…: [кафедре хакасской филологии 65 лет] // Ежегодник Института саяно-алтайской тюркологии ХГУ им. Н. Ф. Катанова = Сойан-алтай тюркология институдыныy чыл чыындызы / отв. ред. Т. Г. Боргоякова. — Абакан: Изд-во ХГУ им. Н. Ф. Катанова, 2009. — Вып. XIII. — С. 10-11.

## Награды и признание
- Заслуженный деятель науки Республики Хакасия (1995)
- орден Дружбы (1998)
- медали, в том числе:
  - «За доблестный труд в Великой Отечественной войне 1941—1945 гг.»
  - «За трудовое отличие»
- Государственная премия Республики Хакасия имени Н. Ф. Катанова (2011)
- знак «Отличник народного просвещения РСФСР»
- нагрудный почётный знак «Высшая школа СССР»
- диплом «Человек года-2004» общественных организаций Хакасии — За большой вклад в развитие и сохранение хакасского языка
- Почётный доктор Хакасского государственного университета им. Н. Ф. Катанова.